# Alice Francis
Alice Francis (n. 1986, Timișoara, România), cunoscută și sub numele de Miss Flapperty, este o cântăreață germană de origine română, cunoscută pentru stilul său neo-swing⁠(d). Activă pe scena internațională, locuiește în prezent la Köln, Germania.

## Biografie
Alice Francis s-a născut la Timișoara, fiind fiica unei mame românce originară din Maramureș care locuia în Ghiroda, și a unui tată tanzanian, venit în România ca student la Facultatea de Stomatologie în perioada regimului comunist. La vârsta de cinci ani, s-a mutat cu părinții în Germania. Francis a declarat în mai multe interviuri că se consideră româncă și se simte profund legată de locurile natale: „Dacă sunt întrebată ce sunt, răspund că sunt româncă, chiar dacă după aceea se uită toți lung la mine.”

## Cariera
Albumul său de debut, St. James Ballroom, a fost lansat pe 7 septembrie 2012 de către Universal Music Group. Acesta a fost produs de Goldielocks, muzician alături de care Alice Francis cântă și în concerte live. Producția albumului a implicat și colaborarea cu Niegl Bros, care au contribuit în calitate de producători și co-autori.
Trupa sa este formată din germanul Mr. Goldielocks și coreeanul Sir Chul-Min Yoo. Printre modelele care o inspiră se numără Josephine Baker, Django Reinhardt și Beyoncé. Muzica lor combină elemente de swing, Charleston și jazz din anii 1920, îmbogățite cu influențe de hip-hop și electro.
Alice Francis a participat la numeroase festivaluri internaționale de prestigiu, inclusiv Montreux Jazz Festival, Jazz à Carthage și Tomorrowland. De asemenea, a colaborat la coloana sonoră a serialului german Eldorado KaDeWe, unde a interpretat melodia Was soll Euch stören. Această contribuție i-a adus premiul Deutschen Fernsehpreis în 2022.

## Legătura cu Castelul Nikolici
Mama sa, Maria Radermacher, a achiziționat în anii 2000 Castelul Nikolici din Rudna, o clădire construită în 1780, care a suferit degradări majore după ce, în urma naționalizării, a fost transformată în sediu CAP și subunitate de grăniceri. Procesul de restaurare inițiat de Maria Radermacher a făcut posibilă locuirea a șapte din cele 40 de camere ale clădirii.
Alice Francis a folosit castelul ca locație pentru videoclipuri, printre care și piesa Shoot Him Down!. În 2024, a susținut un concert în curtea castelului, alături de Bucharest Jazz Orchestra. De asemenea, castelul a găzduit diverse evenimente culturale regionale.

## Albume
- St. James Ballroom (Universal Music)
- Electric Shock (2017)
- Club Noir (2023)